# Vingätare
Vingätare (Esthiopterum) är ett släkte av insekter som beskrevs av Harrison 1916. Vingätare ingår i familjen spolätare.
Släktet innehåller bara arten Esthiopterum gruis.